# La niña de la mochila azul 2
La niña de la mochila azul 2 es una película de comedia familiar e infantil, drama y aventura mexicana de 1981, escrita y dirigida por Rubén Galindo, y protagonizada por Adalberto Martínez «Resortes», Pedro Fernández, María Rebeca y Mónica Prado. Es la secuela de la primera película, La niña de la mochila azul (1979), y la tercera parte de una tetralogía de películas familiares e infantiles protagonizadas por Pedrito Fernández y María Rebeca junto a Resortes, que incluyen El oreja rajada (1980) y Pánico en la montaña (1989). Esta película fue estrenada el 5 de noviembre de 1981.

## Sinopsis
Amy (María Rebeca) y su amigo inseparable Raúl (Pedro Fernández) viajan a una isla en busca de un tesoro. En el viaje en barca zozobran pero son rescatados. El tesoro resulta inexistente.
Andrew, el tío de Amy (Adalberto Martínez «Resortes»), cuenta que existe un Tesoro en una isla, el cual le perteneció al pirata Barba Roja. Amy y Raúl deciden ir a buscarlo, pero en el momento se pierden y en la búsqueda del tesoro, deciden no regresar hasta encontrarlo. Raúl y Amy se meten a nadar y en el agua son mordidos hasta sangrar por larvas.
Amy y Raúl al no haber encontrado el supuesto tesoro deciden regresar y al final Andrew llega a recogerlos a la isla.

## Reparto
- Adalberto Martínez «Resortes» – Andrew, tío de Amy
- Pedro Fernández – Raúl García Palomares
- María Rebeca - Amy
- Mónica Prado – Elena Palomares, mama de Raúl
- Mario Cid – Fernando Palomares, papa de Raúl
- Rubén Benavides
- Roberto Schlosser
- Pedro González
- Raúl Duarte
- Jorge Busto
- Federico Farfán
- Jorge Farfán